# Nenax cinerea
Nenax cinerea là một loài thực vật có hoa trong họ Thiến thảo. Loài này được (Thunb.) Puff mô tả khoa học đầu tiên năm 1986.